# De Cock en kogels voor een bruid
De Cock en kogels voor een bruid is het veertigste deel van de De Cock-serie. Een oud rechercheur van de Warmoesstraat Albert Versteegh komt terug op zijn oude werkplek.

## Personages
- De Cock, rechercheur in Amsterdam
- Vledder, assistent van De Cock
- Albert Versteegh, oud-rechercheur en bedrijfsonderzoeker
- Fred Prins, rechercheur
- Boer Klaas, belangrijke getuige

## Verhaal
Rechercheur De Cock van het bureau Warmoesstraat is blij verrast zijn oud collega Albert Versteegh te ontvangen in de aloude recherchekamer van het politiebureau. Albert Versteegh vertelt nu opeens bang te zijn een dezer dagen "...als een stuk wild te worden afgeschoten." Desgevraagd deelt hij mede dat hij daarna De Cock nodig heeft. Na zijn vertrek wil Dick Vledder meer van Albert weten. De Cock zegt dat hij inderdaad een uitstekend vakman was maar wel rechtlijnig en weinig flexibel. Maar ook hij had geheimen en zijn vertrek gelijktijdig met dat van zijn aanstaande schoonzoon was opmerkelijk. Hun discussie wordt onderbroken door een telefoontje van de wachtcommandant. Er ligt een lichaam van een jonge vrouw, dat is doorzeefd met kogels. Plaats delict is de Nieuwezijds Kolk bij het Korenmetershuisje.
De Cock en Vledder ontdekken dat de moord is gepleegd met een AK-47. Commissaris Buitendam is bang dat de moord is gepleegd door de Russische overheid om een Russische spionne het zwijgen op te leggen en belt de AIVD. De Cock denkt hier echter anders over.